# Tara Lipinski
Tara Kristen Lipinski, née le 10 juin 1982 à Philadelphie en Pennsylvanie, résidant à Sugar Land (Texas), est une patineuse artistique et une célébrité médiatique. Elle est championne olympique aux Jeux olympiques d'hiver de 1998 à Nagano au Japon. Elle a obtenu le titre olympique à l'âge de 15 ans tout comme Sonja Henie et Alina Zagitova.

## Biographie

### Carrière sportive
Lipinski attire l'attention quand, en 1994, elle remporte le festival olympique des États-Unis, compétition de qualification de niveau junior pour des assignations plus importantes en ces temps-là[pas clair]. Plus tard, elle termine 4e aux championnats du monde junior, et deuxième dans la catégorie junior aux championnats américains de 1995. Dès lors, Lipinski fait l'objet d'une couverture médiatique importante.
Fin 1995, après une décevante 5e place aux championnats du monde junior de 1996, Lipinski change d'entraîneur, quittant Jeff DiGregorio de l'université du Delaware, pour retrouver Richard Callaghan à Détroit. Faisant ses débuts au niveau senior, elle profite du désistement de Nicole Bobek et se classe 3e aux championnats américains de 1996, se qualifiant ainsi pour les championnats du monde senior, où elle termine 15e.
Cette année-là, l'Union internationale de patinage vote une motion pour augmenter l'âge minimal de participation aux championnats du monde à quinze ans. Lipinski, âgée alors de treize ans, bénéficie d'une « clause grand-père » permettant à tous les concurrents ayant déjà participé aux championnats du monde d'y retourner.
En 1997, Lipinski gagne les championnats américains et les championnats du monde, devançant sa compatriote Michelle Kwan. Elle est alors la plus jeune patineuse à avoir gagné ces deux titres, à l'âge de quatorze ans. Aux championnats américains de 1997, Lipinski est la deuxième femme à réussir la combinaison triple boucle-triple boucle après Surya Bonaly qui l'a réussie en premier à l'Open du Japon.
La saison suivante, Lipinski commence la saison un peu maladroitement. Elle perd la compétition internationale Skate America face à Michelle Kwan puis face à la Française Laetitia Hubert au Trophée de France, et une nouvelle fois face à Michelle Kwan lors des championnats américains de 1998.

### Le couronnement
Aux Jeux olympiques d'hiver de 1998 à Nagano, Lipinski et Kwan livrent toutes deux des programmes de très haute qualité, mais c'est Lipinski qui l'emporte finalement avec une faible avance.
Les musiques de ses programmes étaient : 
- lors du programme court : la bande originale du film Anastasia Once upon a december, suivie de Journey to the past ;
- lors du programme libre : la bande originale du film The Rainbow suivie du festival Scenes of summer.

Le programme libre de Lipinski a convaincu six des neuf juges de lui attribuer la première place notamment en raison de la difficulté technique de son programme. Elle a effectué une combinaison triple-boucle triple-boucle devant le jury, et a terminé son programme par une combinaison triple-boucle piquée demi-boucle triple-salchow réussie au rythme de la musique de son programme. Sa prestation crée la sensation, laissant présumer une potentielle première place.
La détermination, l'assurance et la difficulté technique de la prestation de Lipinski ont été des points déterminants pour la victoire. Effectivement, la joie et l'énergie dégagée dans l'exécution du programme de Lipinski ont sans doute été déterminants. Elle a ponctué chaque saut réussi d'un large sourire et a terminé son programme en explosant de joie.
Les amateurs de patinage artistique débattent encore aujourd'hui du résultat de cette compétition.

### Reconversion
Le 9 mars 1998, Tara Lipinski annonce sa décision de se retirer des championnats du monde de Minneapolis, déclarant être aux prises avec une infection glandulaire nécessitant l'extraction de deux molaires et invoque une fatigue continuelle et une probable mononucléose.
Le 7 avril 1998, elle annonce son intention de devenir professionnelle. À la suite de cette décision, elle est vivement critiquée pour la décision en elle-même et pour les relations publiques médiocres entre son agent et sa famille. L'association de patinage artistique des États-Unis n'avait pas été mise au courant officiellement de sa décision de se retirer des championnats du monde avant qu'elle ne l'annonce aux médias. Sa mère entra à la Maison-Blanche en criant et hurlant aux médias : « Ils ont ruiné ma fille ! », après s'être rendue compte que Michelle Kwan avait été choisie pour présenter un manteau d'équipe[pas clair] au président des États-Unis Bill Clinton à la place de Tara Lipinski. Cet événement a été énormément couvert par les médias.
En août 1998, Lipinski se blesse à la hanche en patinant. Après une série de blessures, elle subit une opération en septembre 2000, afin de réparer le labrum de sa hanche droite. Le stress répétitif des triple sauts, en particulier à cause de la biomécanique de la boucle, et le physique immature de Lipinski durant ses années de compétition sont pointés du doigt comme source probable de la blessure.
À ses débuts professionnels, Lipinski part en tournée avec Stars on Ice (Etoiles sur glace) pour quatre saisons. En 2002, elle se blesse à nouveau durant un spectacle en se déchirant des muscles à la hanche.

## Palmarès
| Compétitions/ Années          | 1995    | 1996    | 1997    | 1998    |  |  |  |  |  |  |  |  |  |  |
| Jeux olympiques d'hiver       |         |         |         | 1re     |  |  |  |  |  |  |  |  |  |  |
| Championnats du monde         |         | 15e     | 1re     | F       |  |  |  |  |  |  |  |  |  |  |
| Championnats des États-Unis   |         | 3e      | 1re     | 2e      |  |  |  |  |  |  |  |  |  |  |
| Championnats du monde juniors | 4e      | 5e      |         |         |  |  |  |  |  |  |  |  |  |  |
|                               |         |         |         |         |  |  |  |  |  |  |  |  |  |  |
| Grand Prix ISU                | 1994/95 | 1995/96 | 1996/97 | 1997/98 |  |  |  |  |  |  |  |  |  |  |
| Finale du Grand Prix          |         |         | 1re     | 1re     |  |  |  |  |  |  |  |  |  |  |
| Skate America                 |         |         |         | 2e      |  |  |  |  |  |  |  |  |  |  |
| Skate Canada                  |         |         | 2e      |         |  |  |  |  |  |  |  |  |  |  |
| Coupe d'Allemagne             |         |         | 2e      |         |  |  |  |  |  |  |  |  |  |  |
| Trophée de France             |         |         | 3e      | 2e      |  |  |  |  |  |  |  |  |  |  |
| Légende : F = Forfait         |         |         |         |         |  |  |  |  |  |  |  |  |  |  |

## Apparitions au cinéma et à la télévision
Tara Lipinski a fait plusieurs apparitions au cinéma et à la télévision notamment dans les films, séries et émissions de télévision suivants : 
Dans les séries télévisées Malcolm, Sabrina the Teenage Witch (Sabrina, l'apprentie sorcière (fr)), Veronica's Closet, Early Edition (Demain à la une), 7th Heaven (Sept à la maison), Ice Angel et The Young and the Restless (Les Feux de l'amour). En 1999, elle joua le rôle de "Ellen" dans la série Are you Afraid Of the Dark (Fais-moi peur !).
Au cinéma, dans les films Vanilla Sky et The Metro Chase.
En 1999, la chaîne de télévision américaine CBS a diffusé une émission spéciale Tara Lipinski - From This Moment On.
En 2013, elle fait partie du jury de l'élection de Miss Univers à Moscou.
En 2018, elle joue son propre rôle dans la série Kidding, avec Jim Carrey et sous la direction de Michel Gondry.

## Prix et distinctions
- Record de la plus jeune médaillée d'Or aux Jeux Olympiques d'hiver (Marjorie Gestring, pour les Jeux Olympiques d'été)
- L'année précédant sa victoire aux Jeux olympiques, le comité olympique américain a nommé Tara Lipinski athlète féminine de l'année 1997.
- En 1999 et 2000, elle reçoit le prix de Meilleure Athlète au Nickelodeon Kids Choice Awards.
- En 1999, elle gagne le titre de Meilleure Athlète au gala Teen Choice Awards de la chaine Fox. Elle reçoit les mêmes mentions des magazines Teen People et Teen.
- Elle a été honorée entre autres par l'American Academy of Achievement et le Hugh O'Brien Youth Leadership Foundation.